# Marlspiekerschlag
Der Marlspiekerschlag ist ein Knoten, mit dem man einen Stab an ein Seil anbinden kann. Der Name des Knotens hat seinen Ursprung beim Marlspieker, bei dem er meistens verwendet wird.

## Anwendung
Mit dem Marlspieker kann so eine dünne Leine festgezogen werden, beispielsweise beim Takeln oder Kleeden. Zwei Handgriffe können so mit einem Webeleinenstek an einer dicken oder rauen Trosse befestigt werden, um mit dieser von Hand eine schwere Last zu ziehen. Wird das ziehende Ende an einem Ast aufgehängt, kann so eine Strickleiter gebaut werden.
Der Knoten hält nur Belastungen auf Zug in der „richtigen“ Richtung stand. Wird die Strickleiter aufgerollt, können die Sprossen herausrutschen, und bei Belastung in der „falschen“ Richtung schlägt die Schlaufe in einen sich lockernden Halben Schlag mit Slip um.

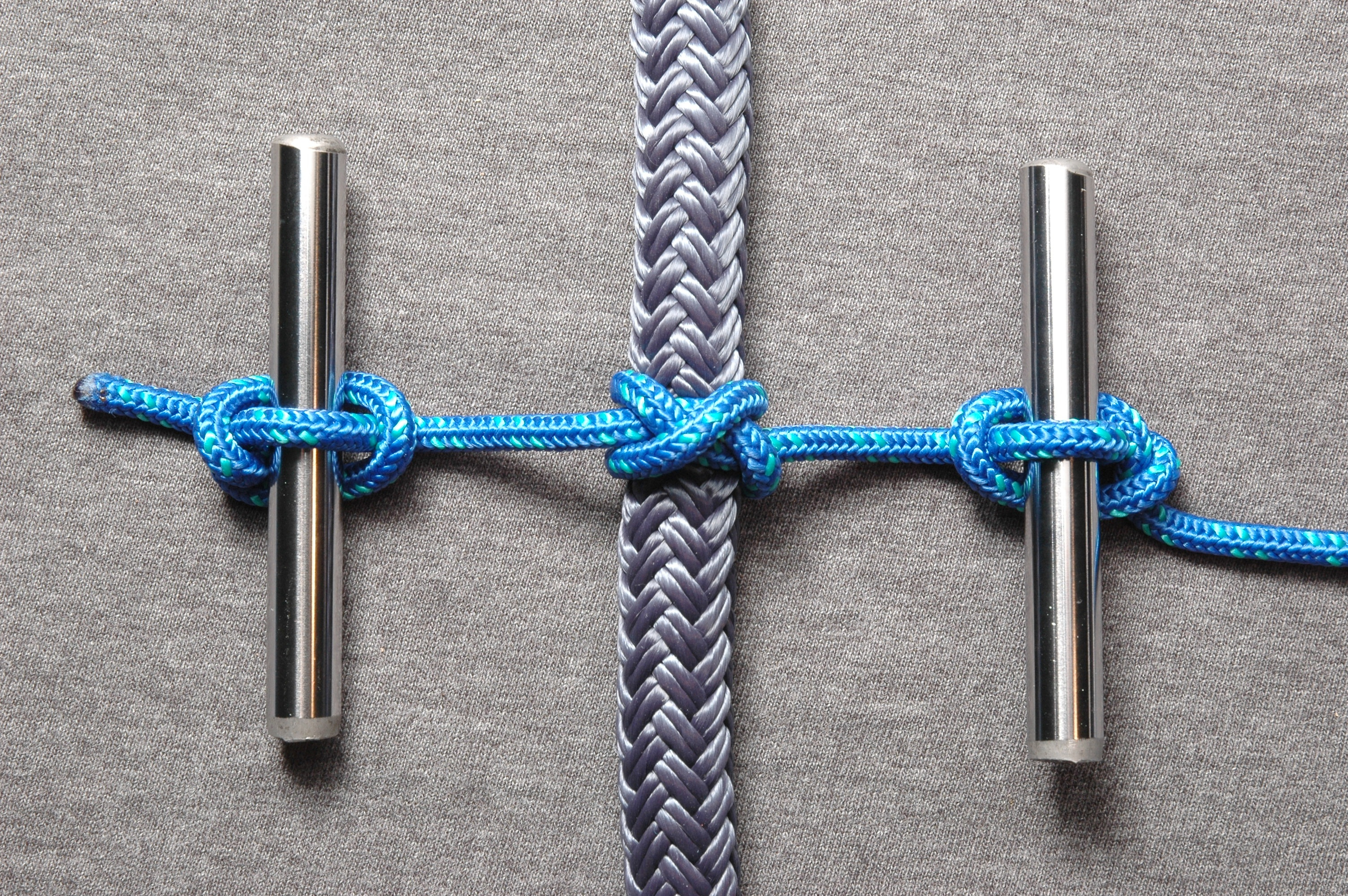
Trosse ziehen
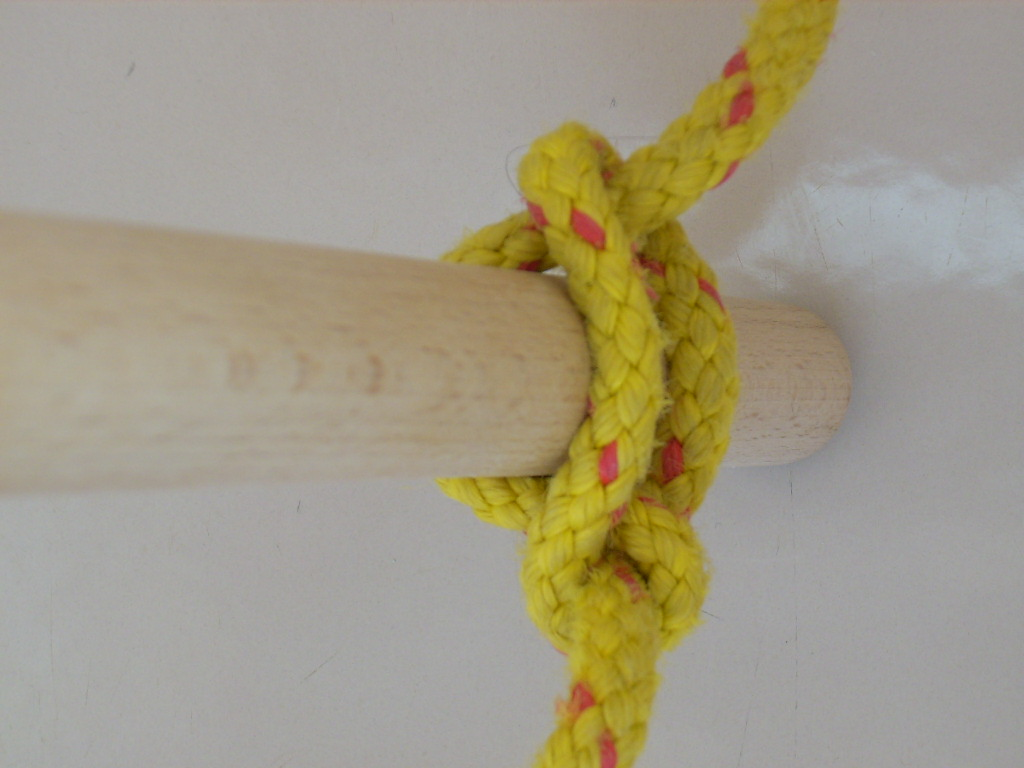
Strickleiter

## Knüpfen

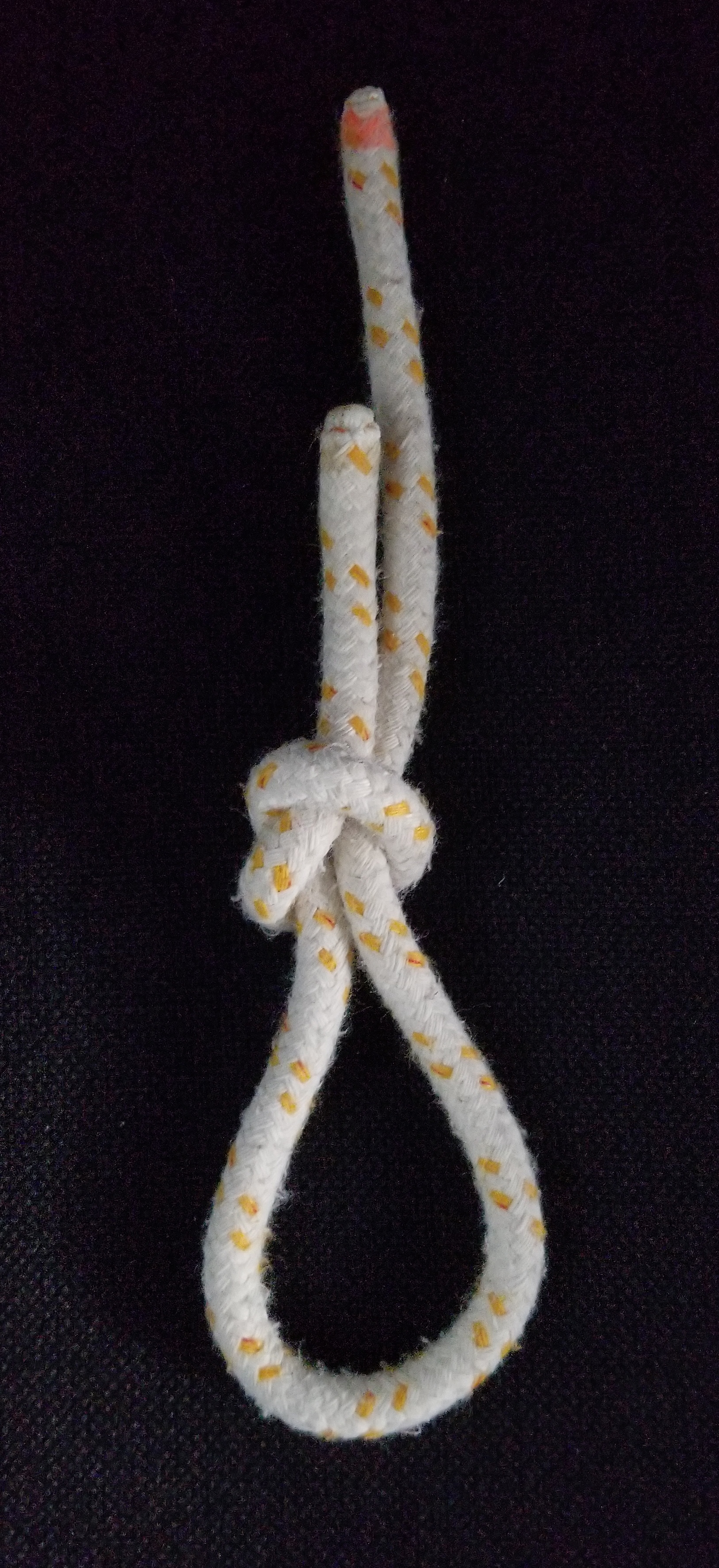
Als „Grundknoten“ kann die Einfache Schlinge angesehen werden.

### Bei Zug auf die rechte Leine

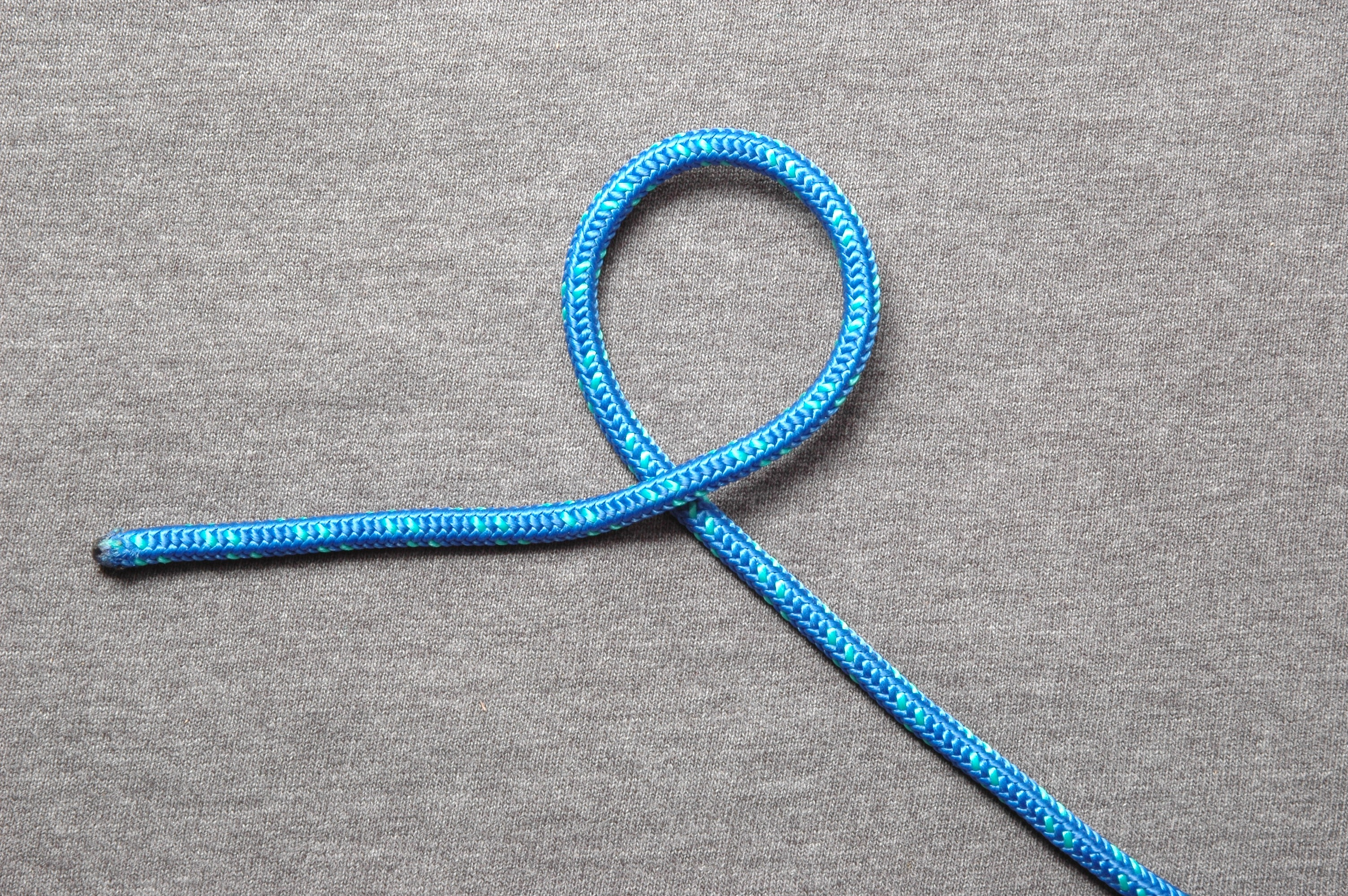
Mit dem Seil wird ein Überhandauge gelegt, im obigen Bild ein Überhandauge im Uhrzeigersinn! Es kann aber auch ein Überhandauge gegen den Uhrzeigersinn gelegt werden, hauptsache ein Überhandauge und kein Unterhandauge.
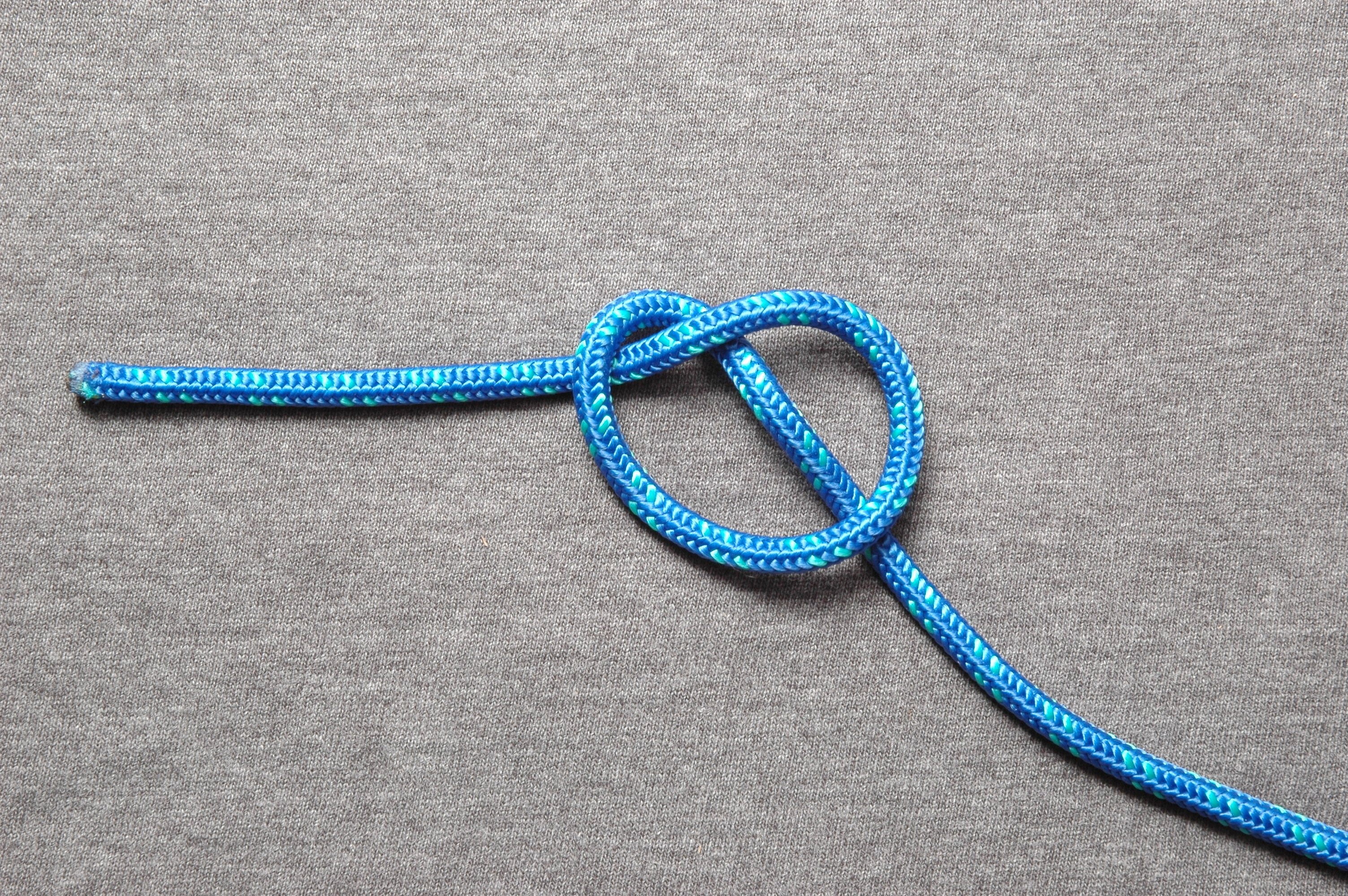
… und nach unten geklappt und das ziehende Ende (bei Strickleiter nach oben zeigend) unter das Auge legen.
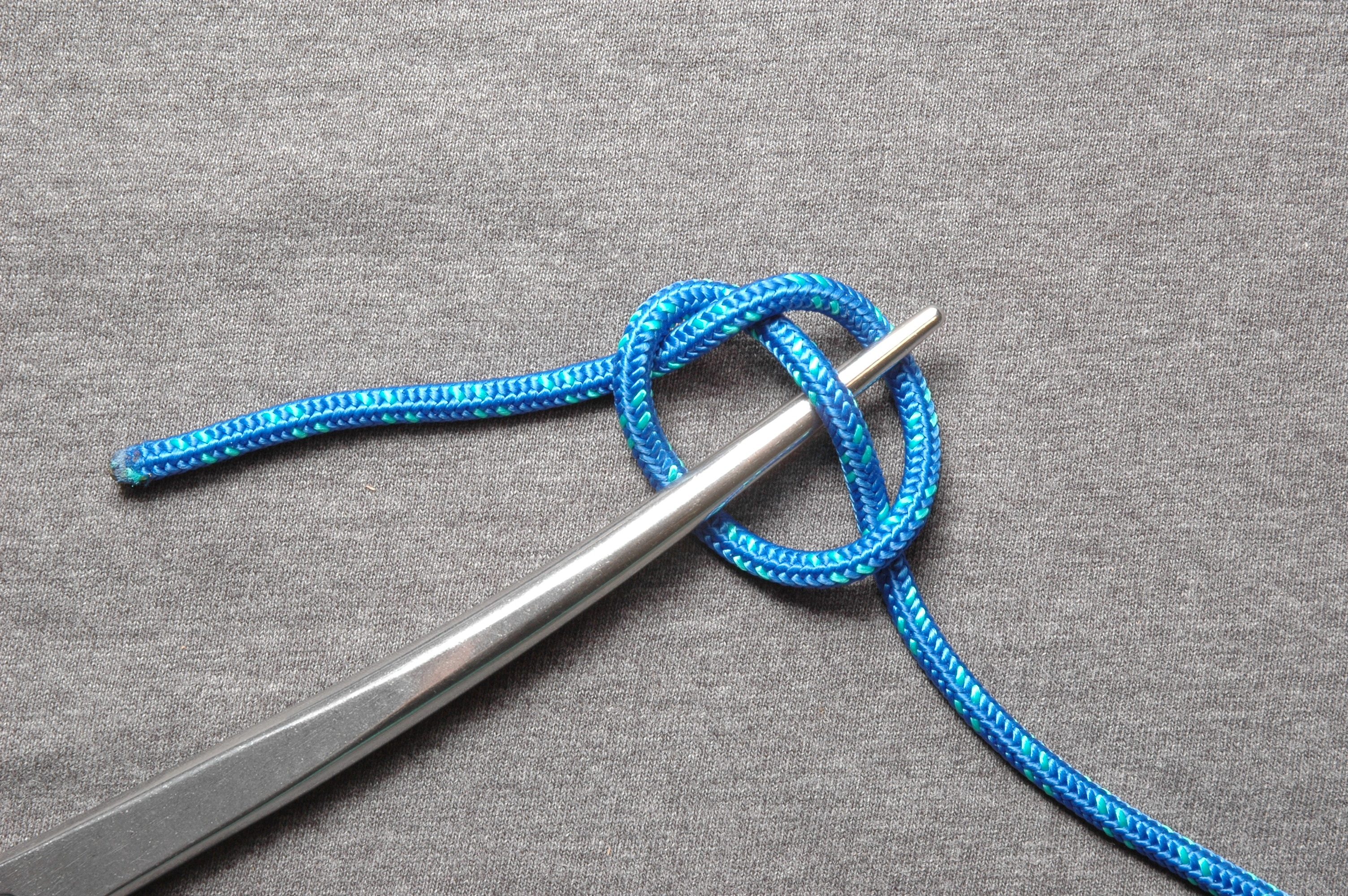
Und als Schlaufe durch das Auge ziehen.
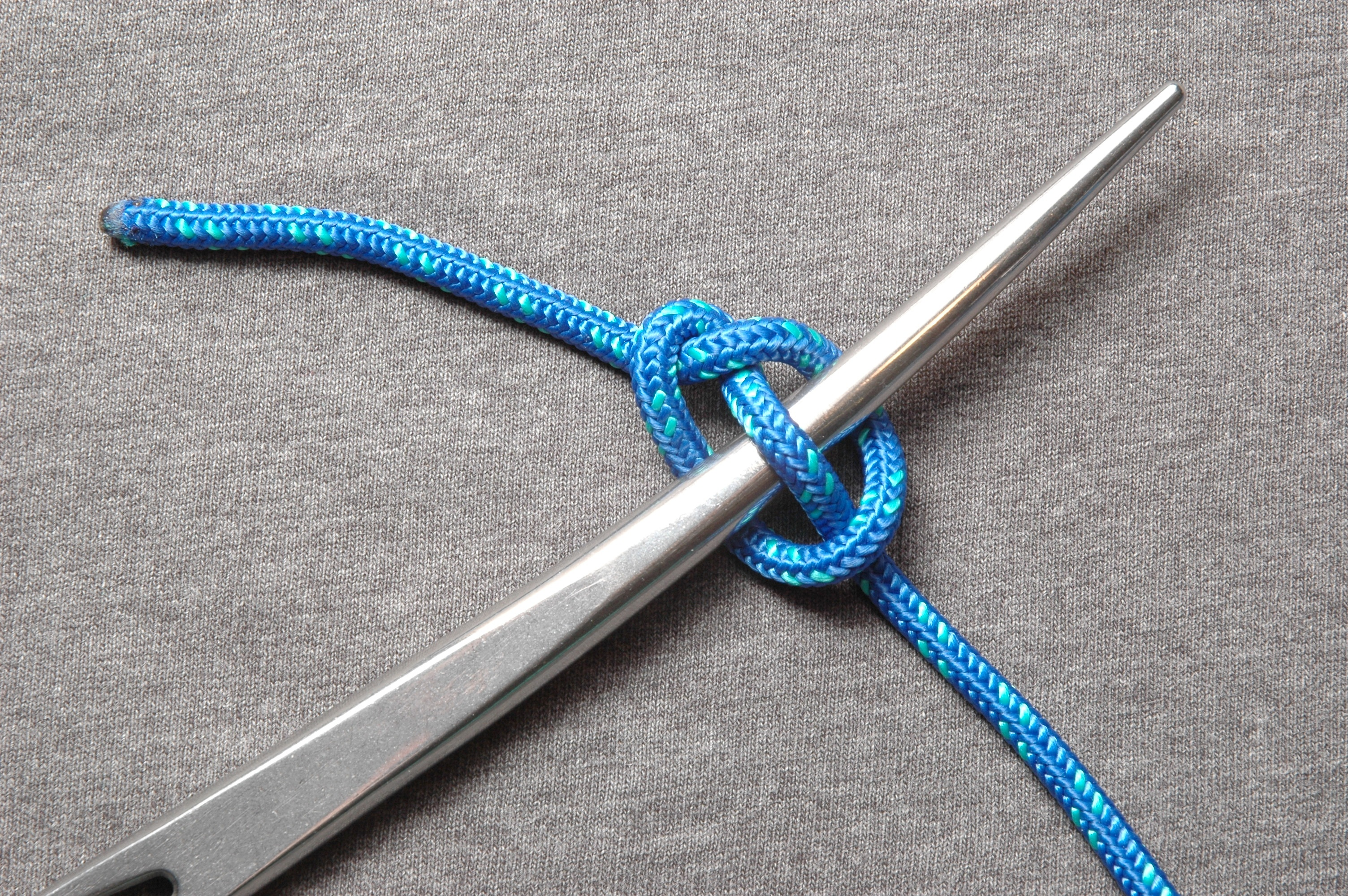
Fertiger Marlspiekerschlag. Hier darf der Zug nur auf die rechte Leine kommen.

### Bei Zug auf die linke Leine
Da wird wie oben – nur spiegelverkehrt – geknüpft.

## Grundknoten
Dem Marlspiekerschlag liegt die Einfache Schlinge zu Grunde.